# Бочечкаров, Афонасий Григорьевич
Афонасий Григорьевич Бочечкаров — русский служилый человек, городовой воевода во времена правления царя Алексея Михайловича.

## Биография
Происходил из служилых людей Рыльска, его отец согласно рыльской десятни 1627 года был написан по дворовому списку с поместным окладом в 550 четей и денежным окладом 13 рублей. Был в литовском походе, участвовал в Осаде Риги (1656), Битве под Верками. В сражении под Чудновом вместе с князем Василием Борисовичем Шереметевым взят в плен. В сражении получил ранение саблей по суставу среднего пальца правой руки. Провел 4 года в пленку в крымском городе Гезлёве, откуда ему удалось бежать в Русское царство. Из плена вышел в город Олешню, откуда был отправлен воеводой Филиппом Силичем Пересветовым в Москву 20 августа 1664 года. В Москве получил придачу к поместному окладу в 100 четей, 6 рублей к жалованью и 5 рублей на лечение за рану. За время отсутствия в его поместье в Рыльском уезде было уничтожено 100 четвертей разного хлеба, побито 27 свиней и сожжено 4 двора его крестьян. Пытался получить должность осадного головы Рыльска, но неудачно. Был воеводой Олешни.